# Governo Monti
Il governo Monti è stato il sessantunesimo esecutivo della Repubblica Italiana, il secondo e ultimo della XVI legislatura.
Il governo rimase in carica dal 16 novembre 2011 al 28 aprile 2013, per un totale di 529 giorni, ovvero 1 anno, 5 mesi e 12 giorni.
Ottenne la fiducia al Senato della Repubblica il 17 novembre 2011 con 281 voti favorevoli, 25 contrari e nessun astenuto. Il giorno dopo, il 18 novembre, la ottenne anche alla Camera dei deputati con 556 voti favorevoli, 61 contrari e nessun astenuto. Diede le dimissioni il 21 dicembre 2012.
Mario Monti fu incaricato di formare il governo quattro giorni dopo la sua nomina a senatore a vita. Il governo Monti nacque su iniziativa del presidente della repubblica: un governo "tecnico" che doveva evitare all'Italia l'insolvenza dei conti pubblici che stava rischiando con il governo precedente. Tuttavia in senso lato gli incarichi ricoperti da Monti per nomina politica prima nella Commissione Santer, come Commissario europeo per il mercato interno e i servizi (1995-1999), e poi nella commissione Prodi, come commissario europeo per la concorrenza (1999-2004), lo avevano già reso una personalità dedita alla politica, intesa come l'attività di chi prende parte alla vita pubblica, alla gestione dello stato, ai rapporti tra gli esponenti politici, ecc.
A ogni modo, essendo stato formato da personalità scelte al di fuori della politica attiva, il governo Monti è considerato il secondo governo tecnico nella storia repubblicana, dopo il governo Dini. L'esecutivo Monti fu giudicato un governo tecnico d'emergenza dalla stampa internazionale, nell'ambito della forte crisi economica che dal 2008 avvolgeva l'Italia e gli altri paesi dell'eurozona.
Il presidente del Consiglio, chiedendo la sua prima fiducia al Senato, definì il suo un «governo di impegno nazionale».
L'esecutivo viene per lo più ricordato per l'introduzione di misure di austerità, fonte spesso di forti critiche da parte dell'opposizione e dei sindacati, come nel caso della riforma delle pensioni Fornero.

## Formazione
Il governo Monti è stato un governo tecnico di emergenza composto dalle forze politiche presenti in Parlamento nella XVI legislatura per evitare il tracollo economico dell'Italia, ad esclusione della Lega Nord che votò contro.
La grave crisi in cui era precipitato il Paese era stata causata dall'innalzamento del tasso di interesse per il rinnovo del debito pubblico e da una crisi di fiducia dei mercati internazionali sulla capacità dell'Italia di ripagare il proprio debito pubblico.
Quando nel 2011 lo spread (tra titoli italiani e titoli tedeschi) si stava alzando, nei corridoi della politica italiana si iniziò a parlare di un'alternativa al governo Berlusconi IV che, nel 2008 godeva di una solida maggioranza parlamentare ma, col tempo (compresa la scissione decisa da Fini) perse molti parlamentari, fino a non ottenere la maggioranza alla Camera dei deputati sul rendiconto generale dello Stato. Dunque il 12 novembre il presidente Silvio Berlusconi rassegnò le dimissioni del suo governo per consentire la formazione di un governo tecnico guidato dal nuovo senatore a vita Mario Monti, già commissario europeo.

## Compagine di governo

### Sostegno parlamentare
- Composizione al novembre 2011

| Camera dei deputati | Camera dei deputati | Seggi                           |
| ------------------- | --- | ------------------------------- |
|                     | Il Popolo della Libertà Partito Democratico Unione di Centro Futuro e Libertà per l'Italia Popolo e Territorio Alleanza per l'Italia PLI MpA-Alleati per il Sud Fareitalia Repubblicani-Azionisti Liberal Democratici-MAIE Autonomia Sud Minoranze linguistiche Altri Totale maggioranza | 212 206 38 26 23 6 5 4 3 14 550 |
|                     | Lega Nord Italia dei Valori Totale opposizione | 59 21 80                        |
| Totale              | Totale | 630                             |

| Senato della Repubblica | Senato della Repubblica | Seggi                      |
| ----------------------- | --- | -------------------------- |
|                         | Il Popolo della Libertà Partito Democratico UdC-SVP e Autonomie ApI-FLI-Centro Democratico CN-Io Sud-Forza del Sud Movimento per le Autonomie Partecipazione Democratica Partito Repubblicano Italiano Altri Totale maggioranza | 128 106 15 13 12 2 1 7 285 |
|                         | Lega Nord Italia dei Valori Totale opposizione | 25 12 37                   |
| Totale                  | Totale | 322                        |

### Appartenenza politica
La composizione del Consiglio dei ministri è stata comunicata da Mario Monti il 16 novembre 2011, contemporaneamente allo scioglimento della riserva dell'incarico affidatogli dal presidente della Repubblica Giorgio Napolitano il 13 novembre 2011.
Esso consta di 13 ministeri. I ministri sono diciassette, di cui sei senza portafoglio, dal momento che Monti ha assunto (fino all'11 luglio 2012) anche l'incarico di Ministro dell'economia e delle finanze e che altri ministri detengono più ministeri. In particolare, quattordici sono uomini e tre sono donne (queste ultime alla guida di dicasteri chiave: Interno, Giustizia e Lavoro e politiche sociali). Nove ministri provengono dal Nord Italia (sei dalla Lombardia, uno dalla Liguria, uno dal Piemonte e uno dall'Emilia-Romagna), cinque dal Centro (di cui quattro da Roma) e tre dal Sud Italia. L'età media dei membri del governo è di poco superiore ai 63 anni.
Nella compagine governativa sono presenti sette professori universitari, cinque dottori generici, un avvocato, un magistrato, un professore-avvocato, un banchiere (Corrado Passera), due giuristi, un prefetto (Anna Maria Cancellieri), un ambasciatore e un ammiraglio (Giampaolo Di Paola), ma nessun politico di professione.
Al momento della nomina Di Paola era presidente del Comitato militare della NATO,
carica dalla quale si è dimesso il 18 novembre 2011.
In precedenza Di Paola era stato Capo di stato maggiore della difesa (2004-2008). Di Paola è l'unico caso nella storia della Repubblica di un militare ancora in servizio a diventare ministro ed è il secondo militare ad aver ricevuto l'incarico di guidare il ministero della difesa (la prima volta fu nel 1995, quando il generale Domenico Corcione entrò a far parte del Governo Dini). La pratica di avere militari al governo è comunque stata frequente nella storia dell'Italia unita: fino al 1948 era prassi che a loro fossero affidati i ministeri della Guerra e della Marina militare.
Per la prima volta nella storia della Repubblica una donna (Paola Severino) presiede il ministero della giustizia, mentre prima d'ora gli incarichi di Ministro dell'Interno e di Ministro del Lavoro erano già stati ricoperti da donne (rispettivamente Rosa Russo Iervolino nel 1998-1999 e Tina Anselmi nel 1976-1978).

### Provenienza geografica
La provenienza geografica dei membri del governo si può così riassumere:
| Regione        | Presidente | Ministri | Viceministri | Sottosegretari | Totale |
| -------------- | ---------- | -------- | ------------ | -------------- | ------ |
| Lombardia      | 1          | 5        | 1            | 1              | 8      |
| Lazio          | -          | 5        | 1            | 9              | 15     |
| Campania       | -          | 3        | -            | 4              | 7      |
| Emilia-Romagna | -          | 1        | -            | 3              | 4      |
| Sicilia        | -          | -        | -            | 3              | 3      |
| Piemonte       | -          | 2        | -            | -              | 2      |
| Liguria        | -          | 1        | -            | 1              | 2      |
| Calabria       | -          | -        | -            | 2              | 2      |
| Basilicata     | -          | -        | -            | 1              | 1      |
| Puglia         | -          | -        | -            | 1              | 1      |
| Toscana        | -          | -        | -            | 1              | 1      |

## Composizione
| Carica                                      | Titolare                              | Titolare                              | Titolare                                               | Sottosegretari | Sottosegretari |
| Presidenza del Consiglio dei ministri       | Presidenza del Consiglio dei ministri | Presidenza del Consiglio dei ministri | Presidenza del Consiglio dei ministri                  | Sottosegretari di Stato alla Presidenza del Consiglio | Sottosegretari di Stato alla Presidenza del Consiglio |
| ------------------------------------------- | ------------------------------------- | ------------------------------------- | ------------------------------------------------------ | --- | --- |
| Presidente del Consiglio dei ministri       |                                       |                                       | Mario Monti (Ind./SC)                                  | - Antonio Catricalà Segretario del Consiglio dei ministri, fino al 19/01/2012 con delega al coordinamento amministrativo - Carlo Malinconico Con delega all'editoria (fino al 10/01/2012) - Paolo Peluffo Con delega all'informazione e alla comunicazione, dal 19/01/2012 con ulteriori deleghe all'editoria e al coordinamento amministrativo - Gianni De Gennaro Autorità delegata per la sicurezza della Repubblica, con delega alle informazioni per la sicurezza (dall'11/05/2012) | - Antonio Catricalà Segretario del Consiglio dei ministri, fino al 19/01/2012 con delega al coordinamento amministrativo - Carlo Malinconico Con delega all'editoria (fino al 10/01/2012) - Paolo Peluffo Con delega all'informazione e alla comunicazione, dal 19/01/2012 con ulteriori deleghe all'editoria e al coordinamento amministrativo - Gianni De Gennaro Autorità delegata per la sicurezza della Repubblica, con delega alle informazioni per la sicurezza (dall'11/05/2012) |
| Ministri senza portafoglio                  | Ministri senza portafoglio            | Ministri senza portafoglio            | Ministri senza portafoglio                             | Sottosegretari di Stato | Sottosegretari di Stato |
| Rapporti con il Parlamento                  |                                       |                                       | Piero Giarda (Ind.)                                    | - Giampaolo D'Andrea (PD) - Antonio Malaschini | - Giampaolo D'Andrea (PD) - Antonio Malaschini |
| Affari regionali, turismo e sport           |                                       |                                       | Piero Gnudi (Ind.)                                     | Carica non assegnata | Carica non assegnata |
| Coesione territoriale                       |                                       |                                       | Fabrizio Barca (Ind./PD)                               | Carica non assegnata | Carica non assegnata |
| Affari europei                              |                                       |                                       | Enzo Moavero Milanesi (Ind./SC)                        | Carica non assegnata | Carica non assegnata |
| Pubblica amministrazione e semplificazione  |                                       |                                       | Filippo Patroni Griffi (Ind.) (dal 29/11/2011)         | Carica non assegnata | Carica non assegnata |
| Cooperazione internazionale e integrazione  |                                       |                                       | Andrea Riccardi (Ind./SC)                              | Carica non assegnata | Carica non assegnata |
| Ministero                                   | Ministri                              | Ministri                              | Ministri                                               | Viceministri | Sottosegretari di Stato |
| Affari esteri                               |                                       |                                       | Giulio Terzi di Sant'Agata (Fino al 26/03/2013) (Ind.) | Carica non assegnata | - Marta Dassù (fino al 27/03/2013) - Staffan de Mistura (fino al 27/03/2013) |
| Affari esteri                               |                                       |                                       | ad interim Mario Monti (SC) (Dal 26/03/2013)           | - Marta Dassù (dal 27/03/2013) - Staffan de Mistura (dal 27/03/2013) | Carica non assegnata |
| Interno                                     |                                       |                                       | Annamaria Cancellieri (Ind.)                           | Carica non assegnata | - Carlo De Stefano - Giovanni Ferrara - Saverio Ruperto |
| Giustizia                                   |                                       |                                       | Paola Severino (Ind.)                                  | Carica non assegnata | - Salvatore Mazzamuto - Andrea Zoppini (fino al 15/05/2012) - Antonino Gullo (dal 06/07/2012) - Sabato Malinconico (dal 06/07/2012) |
| Difesa                                      |                                       |                                       | Giampaolo Di Paola (Ind.)                              | Carica non assegnata | - Filippo Milone - Gianluigi Magri (UdC) |
| Economia e finanze                          |                                       |                                       | Mario Monti (Ind.) (fino all'11/07/2012)               | - Vittorio Grilli (fino all'11/07/2012) | - Vieri Ceriani - Gianfranco Polillo (PRI) |
| Economia e finanze                          |                                       |                                       | Vittorio Grilli (Ind.) (dall'11/07/2012)               | Carica non assegnata | - Vieri Ceriani - Gianfranco Polillo (PRI) |
| Sviluppo economico                          |                                       |                                       | Corrado Passera (Ind.)                                 | Carica non assegnata | - Claudio De Vincenti (PD) - Massimo Vari |
| Infrastrutture e trasporti                  | - Mario Ciaccia                       | - Guido Improta (API)                 | Corrado Passera (Ind.)                                 | | |
| Lavoro e politiche sociali                  |                                       |                                       | Elsa Fornero (Ind.)                                    | - Michel Martone | - Maria Cecilia Guerra (PD) |
| Istruzione, università e ricerca            |                                       |                                       | Francesco Profumo (Ind.)                               | Carica non assegnata | - Elena Ugolini - Marco Rossi-Doria |
| Beni e attività culturali                   |                                       |                                       | Lorenzo Ornaghi (Ind.)                                 | Carica non assegnata | - Roberto Cecchi |
| Salute                                      |                                       |                                       | Renato Balduzzi (Ind./SC)                              | Carica non assegnata | - Adelfio Elio Cardinale |
| Ambiente e tutela del territorio e del mare |                                       |                                       | Corrado Clini (Ind.)                                   | Carica non assegnata | - Tullio Fanelli |
| Politiche agricole alimentari e forestali   |                                       |                                       | Mario Catania (Ind./UdC)                               | Carica non assegnata | - Franco Braga |

## Cronologia

### 2011

#### Novembre
- 8 novembre 2011 - Al secondo tentativo, la Camera dei deputati approva in via definitiva il Rendiconto Generale del Bilancio dello Stato con 308 sì, 0 no e 1 astenuto. Le opposizioni, presenti in Aula per garantire il numero legale, non partecipano al voto. In serata, dopo un colloquio tra il Presidente del Consiglio Silvio Berlusconi e il Presidente della Repubblica Giorgio Napolitano, quest'ultimo annuncia in un comunicato che il Presidente del Consiglio, privo ormai della maggioranza alla Camera (che è di 316 voti), rimetterà il mandato al Capo dello Stato dopo l'approvazione della legge di stabilità.[42]
- 9 novembre 2011 - Mentre lo spread  tra i tassi sui BTP decennali emessi dal Governo italiano e quelli dei Bund emessi dal governo tedesco aumenta fino a toccare 575 punti base, con i tassi d'interesse superiori al 7%,[43] il Presidente della Repubblica Giorgio Napolitano nomina il professor Mario Monti senatore a vita. La nomina viene largamente interpretata come un segnale alle forze politiche e ai mercati finanziari internazionali.[44] La Camera approva in via definitiva (con 294 sì e 1 no) la Legge di assestamento del Bilancio. Le opposizioni non partecipano al voto.
- 11 novembre 2011 - Il Senato approva (con 156 sì, 12 no e 1 astenuto) la Legge di Stabilità 2012. Viene inoltre approvata (con 153 sì, 11 no e 3 astenuti) la Legge di Bilancio. Le opposizioni non partecipano al voto, con l'eccezione dell'Italia dei Valori, che vota contro.
- 12 novembre 2011 - La Camera approva in via definitiva (con 380 sì, 26 no e 2 astenuti) la Legge di Stabilità 2012. Subito dopo è approvata in via definitiva (con 379 sì, 26 no e 2 astenuti) la Legge di Bilancio[45]. In serata, il Presidente del Consiglio Berlusconi si reca al Quirinale e rassegna le dimissioni.[46]
- 13 novembre 2011 - Il presidente della Repubblica avvia le consultazioni con i presidenti di Camera e Senato e le forze politiche[47] e in serata affida l'incarico al professor Mario Monti, che accetta come da prassi con riserva[48] e apre la fase di consultazioni con i gruppi parlamentari, le parti sociali, gli enti locali e con lo stesso presidente della Repubblica.[49]

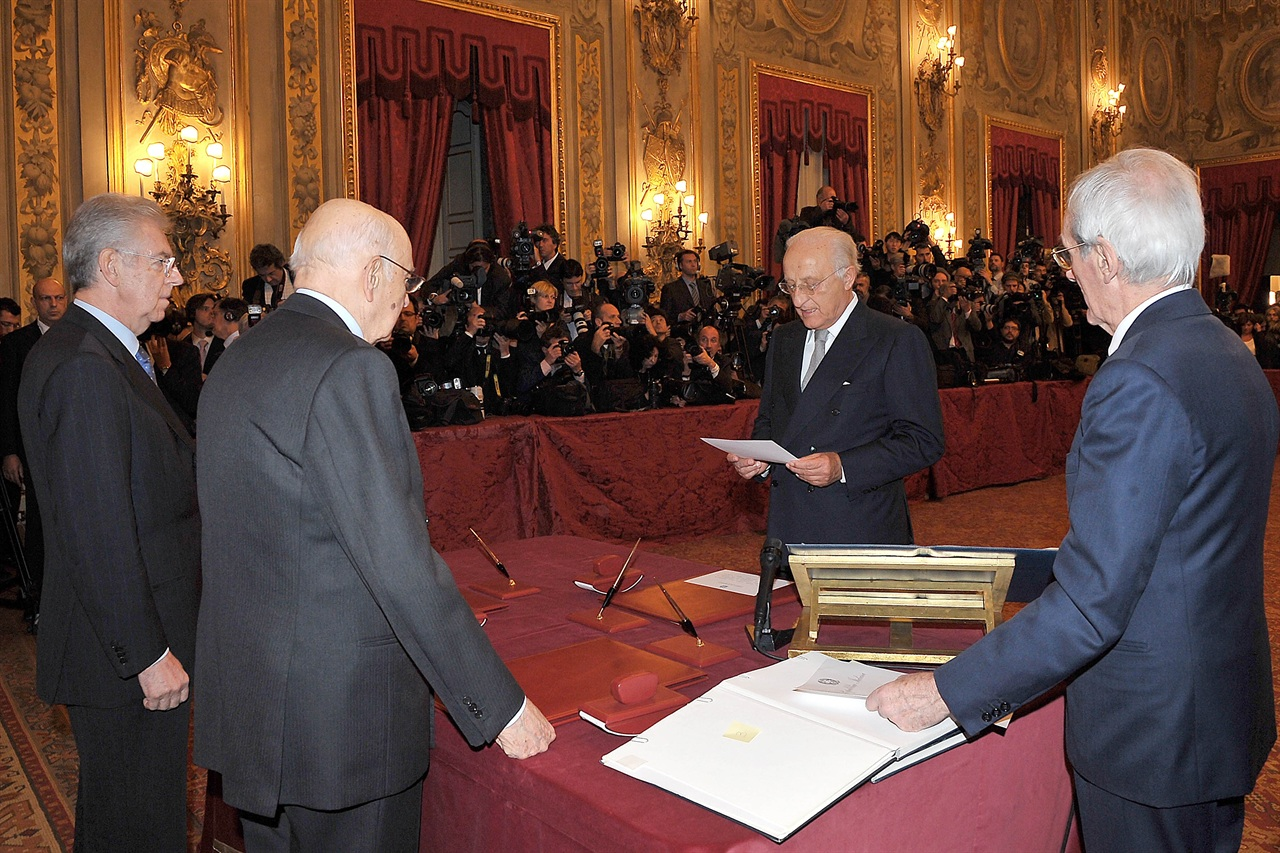
Il Presidente del Consiglio durante il giuramento dei suoi ministri

- 16 novembre 2011 - Monti scioglie la riserva e annuncia la lista dei ministri, dichiarando di aver deciso di non includere personalità politiche nella lista, per non suscitare conflittualità tra i partiti, di opposto orientamento politico, che si sono impegnati a votare la fiducia al nuovo Governo.[50] Il governo Monti presta quindi giuramento nelle mani del Capo dello Stato presso il Quirinale.[51] I ministri della Difesa Di Paola e degli Esteri, Terzi di Sant'Agata, momentaneamente all'estero, giureranno nei giorni successivi, appena rientrati in Italia.
- 17 novembre 2011 - Il governo ottiene la fiducia al Senato con 281 sì, 25 no e nessun astenuto (su 306 votanti), maggioranza mai registrata al Senato in un voto di fiducia a un Governo.[5]
- 18 novembre 2011 - Il governo ottiene la fiducia alla Camera con 556 sì, 61 no e nessun astenuto (su 617 votanti), maggioranza mai registrata alla Camera in un voto di fiducia a un Governo.[6]
- 24 novembre 2011 - A Strasburgo incontro trilaterale tra la cancelliera tedesca Angela Merkel, il presidente francese Nicolas Sarkozy e il presidente del Consiglio italiano Mario Monti, per analizzare la situazione dei mercati in Europa.[52]
- 25 novembre 2011 - Il Consiglio dei ministri conferisce ai ministri senza portafoglio Piero Gnudi e Dino Piero Giarda rispettivamente le deleghe agli affari regionali e all'attuazione del programma di governo.[53]
- 28 novembre 2011 - Vengono assegnati gli incarichi di viceministri e sottosegretari. Filippo Patroni Griffi viene inoltre nominato ministro per la pubblica amministrazione e la semplificazione.[54]
- 29 novembre 2011 - A Palazzo Chigi, giurano i viceministri e i sottosegretari; al Quirinale giura invece Filippo Patroni Griffi. La Presidenza del Consiglio comunica che il viceministro Vittorio Grilli è permanentemente invitato a partecipare alle sedute del Consiglio dei ministri.[55]
- 30 novembre 2011 - La Camera approva (con 464 sì, 0 no e 6 astenuti) il ddl costituzionale contenente il pareggio di bilancio in Costituzione.

#### Dicembre
- 4 dicembre 2011 - Il Consiglio dei Ministri vara mediante decreto-legge (il cosiddetto decreto Salva Italia) la manovra fiscale anticrisi, che si articola in tre capitoli: bilancio pubblico, previdenza e sviluppo. La manovra prevede un gettito lordo di circa 30 miliardi di euro in 3 anni. Le maggiori modifiche sono state attuate in campo fiscale e previdenziale. Il decreto introduce anche un'incisiva riforma delle pensioni, detta riforma Fornero.
- 15 dicembre 2011 - Il Senato approva (con 255 sì, 0 no e 14 astenuti) il ddl costituzionale contenente l'equilibrio di bilancio in Costituzione.
- 16 dicembre 2011 - La Camera approva (con 402 sì, 75 no e 22 astenuti), il decreto Salva-Italia, su cui il governo ha posto la questione di fiducia. L'Italia dei Valori passa all'opposizione.

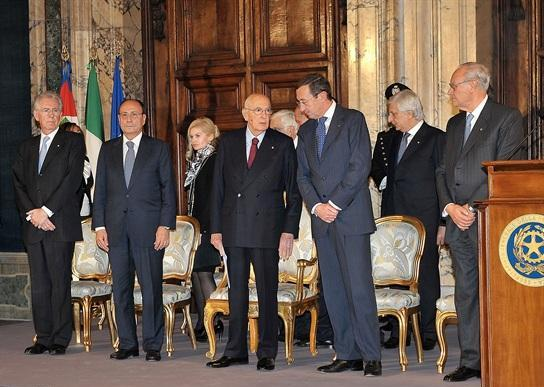
Le cinque più alte cariche dello Stato italiano: Mario Monti, Renato Schifani, Giorgio Napolitano, Gianfranco Fini e Alfonso Quaranta

- 22 dicembre 2011 - Il Senato approva in via definitiva (con 257 sì e 41 no) il decreto Salva-Italia, su cui il governo ha posto la questione di fiducia.

### 2012

#### Gennaio
- 10 gennaio 2012 - Si dimette il primo esponente del governo: il sottosegretario di Stato alla Presidenza del Consiglio con delega all'Editoria Carlo Malinconico rassegna le dimissioni dopo soli 42 giorni di mandato in seguito a uno scandalo che lo vedrebbe coinvolto per alcune vacanze che gli sarebbero state pagate nel 2007 e nel 2008 dall'imprenditore Francesco De Vito Piscicelli.[56]
- 11 gennaio 2012 - La Camera approva (con 488 sì e 0 no) il ddl Casson sulla criminalità informatica, già approvato dal Senato nel marzo 2011.
- 17 gennaio 2012 - La Camera approva (con 424 sì, 58 no e 45 astenuti) la prima risoluzione unitaria di maggioranza firmata da Pdl-Pd-Udc-Fli-Api dopo la relazione annuale del ministro della Giustizia Paola Severino sullo stato della giustizia in Italia. Sono invece respinte le risoluzioni separate di Lega, IdV e Radicali. Lo stesso giorno la Lega presenta una mozione di sfiducia individuale al ministro dello Sviluppo Economico Corrado Passera per manifesta incapacità di creare sviluppo nel nostro paese.[57]
- 20 gennaio 2012 - Viene approvato dal Consiglio dei ministri il decreto legge contenente misure volte a liberalizzare vari settori economici. Lo stesso giorno, in aggiunta a quelle già conferitegli, vengono assegnate al sottosegretario alla Presidenza del Consiglio dei ministri Paolo Peluffo le deleghe in materia di editoria, diritto d'autore e attuazione delle relative politiche, deleghe precedentemente attribuite a Carlo Malinconico. Viene inoltre nominata portavoce del presidente e del Governo la dottoressa Elisabetta Olivi.
- 25 gennaio 2012 - Al Senato il Presidente del Consiglio Monti riferisce sulla politica europea che il Governo intende adottare a livello comunitario. Viene inoltre approvato un emendamento della Lega (con parere favorevole del Governo) alla mozione di maggioranza unitaria in riferimento alle radici giudaico-cristiane che vede il voto favorevole di Pdl-Udc-Fli-Api-Mpa-Cn mentre la contrarietà di Pd e Idv. Spazio inoltre alla richiesta di impegno al Governo per la formazione di un'agenzia di rating europea, sull'introduzione della Tobin Tax - si pone anche l'accento sulla necessità di convincere la Gran Bretagna -, la messa a punto di strumenti innovativi di finanziamento allo sviluppo, come gli eurobond. Infine, una sollecitazione a lavorare in Ue per una nuova prospettiva federalista «che superi il metodo troppo intergovernativo oggi dominante».[58] Il Senato approva in seguito (con 226 sì, 40 no e 8 astenuti) il decreto Severino, sul sovraffollamento delle carceri.
- 26 gennaio 2012 - La Camera accorda al governo (con 469 sì, 74 no e 5 astenuti) la fiducia sull'approvazione del decreto Milleproroghe 2012.
- 31 gennaio 2012 - La Camera approva (con 449 sì, 78 no e 11 astenuti) il decreto Milleproroghe 2012.

#### Febbraio
- 2 febbraio 2012 - La Camera approva la Legge Comunitaria 2011. Approvato anche l'emendamento della Lega Nord a scrutinio segreto sulla responsabilità civile dei magistrati nonostante parere negativo del Governo. Un ulteriore contestato emendamento leghista alla Comunitaria che conteneva alcune previsioni ricalcate sul cosiddetto Stop Online Piracy Act (SOPA) che avrebbe imposto maggiori oneri e responsabilità sui provider Internet, caricandoli di doveri di rimozione a semplice richiesta dei sedicenti titolari di diritti lesi, è respinto con voto contrario di tutti i gruppi eccetto la Lega.
- 3 febbraio 2012 - Il Consiglio dei Ministri vara un decreto-legge contenente misure per la semplificazioni amministrative e burocratiche, nonché misure per lo sviluppo (decreto semplificazioni e sviluppo)
- 7 febbraio 2012 - La Commissione Giustizia del Senato approva in via definitiva il ddl Casson, sulla criminalità informatica. La Commissione aveva in precedenza deliberato di non procedere all'esame in Aula, ma di approvare il testo direttamente in commissione.
- 9 febbraio 2012 - La Camera accorda al governo (con 420 sì, 78 no e 35 astenuti) la fiducia sull'approvazione del decreto Severino.
- 14 febbraio 2012 - La Camera approva in via definitiva (con 385 sì, 105 no e 26 astenuti) il decreto Severino. Per la prima volta le opposizioni riescono a superare quota 100 deputati grazie ai deputati di partiti della maggioranza che si sono espressi in contrasto con i loro gruppi votando con i deputati della Lega Nord, dell'Italia dei Valori, di Noi Sud e della Svp. Hanno negato il loro sì all'approvazione finale del ddl gli 11 deputati del Pdl, i 6 di Popolo e Territorio e i 2 di Fare Italia che sulla fiducia si erano astenuti aggiungendosi ai loro colleghi che avevano già detto no al Governo. Il Senato approva (con 255 sì e 34 no) il decreto Milleproroghe, su cui il governo ha posto la questione di fiducia.
- 23 febbraio 2012 - La Camera accorda al governo (con 477 sì, 75 no e 7 astenuti) la fiducia sull'approvazione del decreto Milleproroghe 2012. Tornano ad accordare la fiducia dopo essersi astenuti nell'ultimo voto Popolo e Territorio e Radicali del Pd facendo incrementare i voti a favore dell'esecutivo. Subito dopo il decreto è approvato in via definitiva con 336 sì, 61 no e 13 astenuti.
- 24 febbraio 2012 -  Il Consiglio dei Ministri vara un decreto-legge contenente misure per la semplificazione fiscale (decreto semplificazione fiscale).

#### Marzo
- 1º marzo 2012 - Il Senato approva (con 237 sì, 33 no e 2 astenuti) il decreto sulle liberalizzazioni, su cui il governo ha posto la questione di fiducia. Tra le misure più importanti il pagamento dell'IMU sulle attività commerciali della Chiesa, la nascita della nuova Autorità di regolazione dei trasporti che si occuperà di metodologie di incentivazione della concorrenza, efficienza produttive e contenimento dei costi, criteri per la fissazione da parte dei soggetti competenti delle tariffe e dei canoni e la separazione tra Eni e Snam Rete Gas. Per protesta contro un emendamento PD che annulla le commissioni bancarie sulle linee di credito l'intero comitato di presidenza dell'Associazione bancaria italiana si dimette.
- 6 marzo 2012 - La Camera approva (con 489 sì, 3 no e 19 astenuti) il ddl costituzionale contenente il pareggio di bilancio in Costituzione
- 8 marzo 2012 - La Camera accorda al governo (con 479 sì, 75 no e 7 astenuti) la fiducia sull'approvazione del decreto semplificazioni.
- 13 marzo 2012 - La Camera approva (con 442 sì e 52 no) il decreto semplificazioni e sviluppo.
- 14 marzo 2012 - Il Senato ratifica (con 243 sì, 0 no e 4 astenuti) la Convenzione penale sulla corruzione, fatta a Strasburgo il 27 gennaio 1999.
- 15 marzo 2012 - Il Consiglio dei Ministri approva il decreto-legge sulle privatizzazioni.
- 16 marzo 2012 - Il Consiglio dei Ministri approva il decreto-legge contenente la riforma del catasto, interventi sui rapporti tra fisco e contribuente e la revisione della tassazione in funzione della crescita (decreto semplificazioni fiscali)
- 21 marzo 2012 - La Camera accorda al governo (con 449 sì, 79 no e 29 astenuti) la fiducia sull'approvazione del decreto liberalizzazioni.
- 22 marzo 2012 - La Camera approva in via definitiva (con 365 sì, 61 no e 6 astenuti) il decreto liberalizzazioni.
- 23 marzo 2012 - Il Consiglio dei ministri approva salvo intese[59] dopo numerosi tavoli di incontro con le parti sociali il disegno di legge contenente la riforma del mercato del lavoro. Tra le novità introdotte ci sono nuovi ammortizzatori sociali, la valorizzazione dell'apprendistato e alcune misure mirate all'occupazione giovanile. Duramente criticata la proposta di modifica dell'articolo 18 dello Statuto dei Lavoratori, che in caso di licenziamento per motivi economici prevedeva per il lavoratore esclusivamente la possibilità di indennizzo, senza possibilità di reintegro. Il 5 aprile il Governo ha annullato la modifica come chiesto espressamente da CGIL, CISL, UGL e dal Partito Democratico.[60]
- 29 marzo 2012 - Il Senato approva (con 246 sì, 33 no e 2 astenuti) il decreto semplificazioni e sviluppo.

#### Aprile
- 4 aprile 2012 - La Camera approva in via definitiva (con 394 sì, 49 no e 21 astenuti) il decreto semplificazioni e sviluppo. Il Senato approva (con 241 sì, 29 no e 2 astenuti) il decreto semplificazioni fiscali, su cui il governo ha posto la questione di fiducia.
- 11 aprile 2012 - La Camera approva (con 401 sì, 42 no e 2 astenuti) il decreto privatizzazioni.
- 17 aprile 2012 - Il Senato approva in via definitiva (con 235 sì e 11 no e 34 astenuti) il ddl contenente il pareggio di bilancio in Costituzione, che diviene norma costituzionale.
- 19 aprile 2012 - La Camera accorda al governo (con 459 sì, 71 no e 10 astenuti) la fiducia sull'approvazione del decreto semplificazioni fiscali. Subito dopo il decreto è approvato con 445 sì, 69 no e 14 astenuti.
- 24 aprile 2012 - Il Senato approva in via definitiva (con 228 sì, 29 no e 2 astenuti) il decreto semplificazioni fiscali.
- 30 aprile 2012 -  Il Consiglio dei ministri vara un decreto-legge contenente misure per razionalizzare la spesa pubblica (decreto razionalizzazione spesa pubblica).  Viene inoltre varato il decreto di riordino della protezione civile.

#### Maggio
- 8 maggio 2012 - La Camera approva (con 494 sì, 0 no e 1 astenuto) il ddl Palumbo, riguardante il trapianto di organi tra i vivi. Viene inoltre approvato (con 372 sì, 21 no e 48 astenuti) il ddl Amici, sulla parità di genere ne Consigli Regionali.
- 9 maggio 2012 - Per evitare l'aumento di 2 punti delle aliquote IVA previsto dal ddl salva Italia Monti nomina un commissario che affiancherà il ministro per i rapporti col parlamento Giarda nella revisione della spesa pubblica per reperire 4,2 miliardi del mancato gettito IVA. L'incarico viene affidato a Enrico Bondi, commissario straordinario per il risanamento Parmalat dopo il crac del 2003. Inoltre il Governo nomina l'ex Presidente del Consiglio Giuliano Amato consulente per la disciplina dei partiti e l'economista e editorialista del Corriere della Sera Francesco Giavazzi consulente per gli aiuti alle imprese. Il Senato approva in via definitiva (con 246 sì, 0 no e 20 astenuti) il decreto privatizzazioni.
- 11 maggio 2012 - Il Consiglio dei ministri vara il decreto editoria.
- 22 maggio 2012 - Nuovo ingresso nel Governo: il direttore del Dipartimento delle informazioni per la sicurezza (DIS) Gianni De Gennaro è nominato nuovo sottosegretario di Stato alla Presidenza del Consiglio dei ministri con delega ai Servizi Segreti e alla sicurezza della Repubblica. Il nuovo direttore del DIS che succede a De Gennaro sarà l'ambasciatore Giampiero Massolo, già Segretario generale del Ministero degli Affari Esteri.
- 16 maggio 2012 - Il Consiglio dei ministri vara un decreto-legge contenente la nuova riforma di riordino della Protezione Civile.
- 15 maggio 2012 - Si dimette dal Governo il sottosegretario di Stato del Ministero della Giustizia Andrea Zoppini indagato dalla Procura di Verbania per frode fiscale e dichiarazione fraudolenta che avrebbe fornito il suo aiuto ad alcuni imprenditori del novarese per realizzare una frode fiscale a carattere transnazionale. Zoppini è stato il secondo esponente a dimettersi dal Governo dopo l'ex sottosegretario all'Editoria Carlo Malinconico.
- 18-19 maggio 2012 - Il Presidente del Consiglio partecipa al G8 di Camp David (Stati Uniti).[61]
- 23 maggio 2012 - Il Consiglio dei ministri approva il ddl sugli esodati che riguarderebbe secondo i tecnici del Ministero del Lavoro 65.000 persone mentre secondo precedenti stime dell'INPS il numero sarebbe stato pari a 130.000 persone. Il ministro Fornero ribadisce che nonostante gli sforzi del Governo la copertura non potrà essere per tutti.
- 24 maggio 2012 - Il Consiglio dei ministri approva il ddl di revisione del Patto di bilancio europeo. La Camera approva (con 291 sì, 78 no e 17 astenuti) il ddl Iannaccone, che riduce il finanziamento pubblico ai partiti.
- 30 maggio 2012 - A seguito del terremoto dell'Emilia del 20 e 29 maggio il Consiglio dei ministri approva il decreto legge che istituisce lo stato di emergenza, il rinvio a settembre dei versamenti fiscali, l'aumento di 2 centesimi di euro dell'accisa sulla benzina, la deroga al patto di stabilità per i comuni interessati. Viene inoltre previsto che siano devoluti in favore delle popolazioni colpite i ricavi del taglio del 50% ai rimborsi dei partiti. Commissario del Governo delegato alla ricostruzione viene nominato Vasco Errani, presidente della Regione Emilia-Romagna.
- 30 maggio 2012 - Il governo pone al Senato quattro questioni di fiducia su altrettanti maxi-emendamenti alla riforma del mercato del lavoro. Il Senato approva due delle quattro questioni di fiducia: la prima è approvata con 239 sì, 35 no e 1 astenuto; la seconda con 246 sì e 34 no.
- 31 maggio 2012 - Il Senato approva le ultime due questioni di fiducia sui maxi-emendamenti alla riforma del mercato del lavoro. La prima è approvata con 239 sì, 35 no e 1 astenuto; la seconda con 238 sì, 33 no e 1 astenuto. In seguito il Senato approva il disegno di legge con 231 sì, 33 no e 9 astenuti.

#### Giugno
- 7 giugno 2012 - Il Senato approva (con 236 sì, 5 no e 30 astenuti) il decreto razionalizzazione spesa pubblica.
- 9 giugno 2012 - Il presidente del Consiglio Mario Monti designa i nomi dei nuovi rappresentanti dei vertici Rai proponendo il vice direttore della Banca d'Italia Anna Maria Tarantola come presidente e l'ex amministratore delegato di Wind Luigi Gubitosi come direttore generale. Inoltre Monti, in qualità di ministro dell'economia, designa Marco Pinto come nuovo consigliere RAI in quota ministeriale.[62]
- 12 giugno 2012 - A seguito delle turbolenze sui mercati finanziari che riaccendono l'attacco speculativo nei confronti dell'Italia nonostante la decisione dell'Unione europea di stanziare 100 miliardi di euro per superare la crisi delle banche spagnole, il Presidente del Consiglio Monti decide di incontrare i tre leader della maggioranza Alfano (PdL), Bersani (Pd) e Casini (UdC) che confermano pieno sostegno al governo ricevendo dallo stesso l'invito ad accelerare le riforme. A seguito delle polemiche scaturite dalla pubblicazione su alcuni organi di stampa di un rapporto dell'INPS contenente valutazioni relative al numero dei lavoratori esodati dopo la riforma pensionistica del dicembre 2011 difformi da quanto previsto dal decreto di copertura del governo, l'opposizione presenta una mozione di sfiducia individuale nei confronti del ministro del Lavoro Elsa Fornero.
- 14 giugno 2012 - Dopo pesanti modifiche da parte del governo, la Camera approva (con 354 sì, 25 no e 102 astenuti) il ddl anticorruzione presentato dal Governo Berlusconi IV.
- 15 giugno 2012 - Il Consiglio dei Ministri vara un decreto-legge contenente misure per la crescita del Paese (decreto sviluppo).
- 18-19 giugno 2012 - Il Presidente del Consiglio partecipa al G20 in Messico.
- 20 giugno 2012 - La Camera approva (con 444 sì, 45 no e 11 astenuti) il decreto protezione civile. Il Consiglio dei Ministri vara un decreto-legge contenente misure per la pubblica sicurezza (decreto sicurezza).
- 21 giugno 2012 - La Camera ratifica in via definitiva (con 424 sì, 0 no e 1 astenuto) la Convenzione civile sulla corruzione, fatta a Strasburgo il 4 novembre 1999, già ratificata dal Senato nel 2010. Viene inoltre ratificata in via definitiva (con 441 sì, 0 no e 3 astenuti) la Convenzione penale sulla corruzione, fatta a Strasburgo il 27 gennaio 1999.
- 25 giugno 2012 - Il governo pone alla Camera quattro questione di fiducia sui quattro articoli della riforma del mercato del lavoro.
- 26 giugno 2012 - La Camera approva due delle quattro questioni di fiducia sulla riforma del mercato del lavoro. La prima è approvata con 456 sì, 77 no e 19 astenuti; la seconda è approvata con 430 sì, 74 no e 11 astenuti.
- 27 giugno 2012 - Il Senato approva (con 232 sì, 18 no e 30 astenuti) il decreto editoria. La Camera approva le due restanti questioni di fiducia sulla riforma del mercato del lavoro. La prima è approvata con 447 sì, 76 no e 27 astenuti; la seconda con 438 sì, 75 no e 28 astenuti. In seguito la Camera approva in via definitiva la riforma con 393 sì, 74 no e 46 astenuti.

#### Luglio
- 3 luglio 2012 - La Camera approva (con 387 sì, 20 no e 47 astenuti) il decreto razionalizzazione spesa pubblica.
- 4 luglio 2012 - La Camera respinge (con 88 sì, 435 no e 18 astenuti), la mozione di sfiducia individuale nei confronti del ministro del Lavoro Elsa Fornero.[63] Il Senato approva in via definitiva (con 203 sì, 9 no e 33 astenuti) il decreto razionalizzazione spesa pubblica.
- 5 luglio 2012 - Il Senato approva in via definitiva (con 187 sì, 17 no e 22 astenuti) il ddl Iannaccone sul finanziamento pubblico ai partiti. Il Consiglio dei Ministri vara un decreto-legge contenente misure per la riduzione della spesa pubblica (decreto spesa pubblica).
- 6 luglio 2012 - Vengono nominati due nuovi sottosegretari alla Giustizia: Antonino Gullo e Sabato Malinconico.
- 11 luglio 2012 - Monti lascia l'incarico di ministro dell'Economia e delle Finanze, che viene assunto da Vittorio Grilli,[64] sino a quel momento viceministro. Il Senato approva in via definitiva il decreto protezione civile.
- 12 luglio 2012 - La Camera approva in via definitiva (con 454 sì, 22 no e 15 astenuti) il decreto editoria.
- 12 luglio 2012 - Il Senato approva (con 191 sì, 21 no e 15 astenuti) la ratifica del Meccanismo Europeo di Stabilità (MES)
- 17 luglio 2012 - Il Senato approva (con 274 sì, 14 no e 5 astenuti) il decreto sicurezza.
- 19 luglio 2012 - La Camera approva (con 380 sì, 59 no e 36 astenuti) la ratifica del Meccanismo Europeo di Stabilità (MES)
- 25 luglio 2012 - La Camera accorda al governo (con 475 sì, 80 no e 9 astenuti) la fiducia sull'approvazione del decreto crescita. Subito dopo il decreto è approvato con 382 sì, 68 no e 4 astenuti.
- 31 luglio 2012 - La Camera approva in via definitiva (con 432 sì, 17 no e 9 astenuti) il decreto semplificazioni. Il Senato approva (con 217 sì, 40 no e 4 astenuti) il decreto spesa pubblica, su cui il governo ha posto la questione di fiducia.

#### Agosto
- 3 agosto 2012 - Il Senato approva in via definitiva (con 216 sì, 33 no e 4 astenuti) il decreto crescita, su cui il governo ha posto la questione di fiducia. Il Consiglio dei Ministri vara il decreto Salva-Ilva.
- 7 agosto 2012 - La Camera accorda al governo (con 403 sì, 86 no e 17 astenuti) la fiducia sull'approvazione del decreto spesa pubblica. Subito dopo il decreto è approvato con 371 sì, 86 no e 22 astenuti.

#### Settembre
- 13 settembre 2012 - Il Senato approva in via definitiva (con 223 sì e 0 no) il ddl Palumbo sul trapianto di organi tra i vivi.
- 18 settembre 2012 - La Camera approva (con 430 sì, 49 no e 7 astenuti) il decreto Salva-Ilva.
- 19 settembre 2012 - La Camera approva (con 342 sì, 54 no e 3 astenuti) il Rendiconto Generale del Bilancio dello Stato.
- 20 settembre 2012 - La Camera approva (con 373 sì, 59 no e 2 astenuti) la Legge di assestamento del Bilancio.
- 26 settembre 2012 - Il Presidente del Consiglio tiene un discorso durante la 67esima Assemblea Generale delle Nazioni Unite.[65]
- 27 settembre 2012 - La Camera approva (con 332 sì, 1 no e 3 astenuti) la riforma dei regolamenti condominiali.

#### Ottobre
- 3 ottobre 2012 - Il Senato approva in via definitiva (con 247 sì, 20 no e 2 astenuti) il decreto Salva-Ilva.
- 4 ottobre 2012 - Il Consiglio dei Ministri vara un decreto-legge contenente ulteriori misure urgenti per la crescita del Paese (decreto sviluppo)
- 9 ottobre 2012 - Il Senato approva in via definitiva (con 232 sì, 29 no e 1 astenuto) il Rendiconto Generale del Bilancio dello Stato. Viene inoltre approvata in via definitiva (con 234 sì e 29 no) la Legge di assestamento del Bilancio. Il Consiglio dei Ministri vara il decreto enti locali.
- 10 ottobre 2012 - Il Senato approva (con 148 sì, 60 no e 30 astenuti) il ddl Amici, sulla parità di genere nei Consigli Regionali.
- 17 ottobre 2012 - Il Senato accorda al governo (con 228 sì, 33 no e 2 astenuti) la fiducia sull'approvazione del ddl anticorruzione. Subito dopo il ddl è approvato con 256 sì, 7 no e 4 astenuti.
- 30 ottobre 2012 - La Camera accorda al governo (con 460 sì, 76 no e 13 astenuti) la fiducia sull'approvazione del ddl anticorruzione.
- 31 ottobre 2012 - La Camera approva in via definitiva (con 480 sì, 19 no e 25 astenuti) il ddl anticorruzione.
- 31 ottobre 2012 - Viene approvato un decreto legge volto a riordinare l'assetto territoriale dello Stato, in particolar modo coinvolgendo le province, che vengono ridotte da 86 a 51 e mutate in ente di secondo livello[66] e le Città metropolitane, che vengono finalmente istituite, a più di dieci anni dalla loro introduzione in Costituzione.[67] La riforma sarà in vigore a decorrere dal 1º gennaio 2014,[68] anche se numerosi ricorsi presso la giustizia amministrativa sono stati presentati da diverse Regioni.
- 31 ottobre 2012 - Il Senato approva il ddl in materia di ricerca delle persone scomparse.

#### Novembre
- 8 novembre 2012 - La Camera accorda al governo (con 424 sì, 78 no e 16 astenuti) la fiducia sull'approvazione del decreto enti locali.
- 13 novembre 2012 - La Camera approva (con 386 sì, 5 no e 75 astenuti) il decreto enti locali. Viene inoltre approvato in via definitiva (con 349 sì, 25 no e 66 astenuti) il ddl Amici, sulla parità di genere nei Consigli Regionali.
- 20 novembre 2012 - Il governo pone alla Camera tre questioni di fiducia sugli altrettanti articoli della Legge di Stabilità 2012. Viene approvata in via definitiva la riforma dei regolamenti condominiali.
- 21 novembre 2012 - La Camera approva tutte e tre le questioni di fiducia sulla Legge di Stabilità 2013. La prima è approvata con 426 sì, 88 no e 21 astenuti; la seconda con 433 sì, 85 no e 18 astenuti; la terza con 395 sì, 75 no e 10 astenuti.
- 22 novembre 2012 - La Camera approva (con 372 sì, 73 no e 16 astenuti) la Legge di Stabilità 2013.
- 26 novembre 2012 - La Camera approva (con 392 sì, 1 no e 9 astenuti) la Legge di Bilancio.

#### Dicembre
- 4 dicembre 2012 - Il Senato approva (con 194 sì, 58 no e 4 astenuti) il decreto enti locali, su cui il governo ha posto la questione di fiducia.
- 6 dicembre 2012 - Il PdL annuncia la sua astensione sui provvedimenti del governo alla Camera e la non partecipazione al voto su quelli al Senato (questo perché al Senato l'astensione vale come voto contrario). Il Senato approva (con 127 sì, 17 no e 23 astenuti) il decreto sviluppo su cui il governo ha posto la questione di fiducia. La Camera accorda al governo (con 281 sì, 77 no e 140 astenuti) la fiducia sull'approvazione del decreto enti locali.
- 7 dicembre 2012 - La Camera approva in via definitiva (con 268 sì, 1 no e 153 astenuti) il decreto enti locali.
- 8 dicembre 2012 - In serata, dopo un colloquio tra il presidente del Consiglio Mario Monti e il presidente della Repubblica Giorgio Napolitano, quest'ultimo annuncia in un comunicato che il presidente del Consiglio (privo ormai di una maggioranza) rimetterà il mandato al Capo dello Stato dopo l'approvazione della Legge di Stabilità 2013.[69]
- 13 dicembre 2012 - La Camera approva in via definitiva (con 261 sì, 55 no e 131 astenuti) il decreto sviluppo.
- 20 dicembre 2012 - Il Senato approva (con 199 sì, 55 no e 10 astenuti) la Legge di Stabilità 2013, sulla cui approvazione il governo ha posto la questione di fiducia. In seguito alla promessa di Monti di dimettersi dopo l'approvazione della Legge di Stabilità, il PdL torna a votare la fiducia al governo. Subito dopo è approvata (con 206 sì, 25 no e 7 astenuti) la Legge di Bilancio[70].
- 21 dicembre 2012 - La Camera approva (con 373 sì, 67 no e 15 astenuti) un maxi-emendamento alla Legge di Stabilità interamente sostitutivo del testo della legge stessa, su cui il governo ha posto la questione di fiducia. Nel tardo pomeriggio la Camera approva in via definitiva (con 309 sì, 55 no e 5 astenuti) la Legge di Stabilità 2013, che diventa legge. Viene inoltre approvata in via definitiva (con 307 sì, 59 no e 4 astenuti) la Legge di Bilancio.  Subito dopo Monti rassegna le dimissioni dalla carica di Presidente del Consiglio. Il Governo rimarrà comunque in carica per gli affari correnti fino all'insediamento delle nuove Camere e la nascita del nuovo Governo.
- 22 dicembre 2012 - Il Presidente della Repubblica Giorgio Napolitano decreta lo scioglimento delle Camere. Le elezioni politiche si terranno il 24 e 25 febbraio 2013, mentre il Parlamento eletto (XVII legislatura) entrerà in carica il 15 marzo 2013.

### 2013

#### Febbraio
- 24-25 febbraio 2013 - Si svolgono le elezioni politiche per l'elezione del Senato della Repubblica e della Camera dei Deputati.

#### Marzo
- 19 marzo 2013 - Il presidente Monti prende parte con la delegazione italiana, composta dal presidente Napolitano e dai presidenti delle Camere, alla solenne celebrazione liturgica di inizio pontificato del nuovo papa, Francesco.[71]
- 26 marzo 2013 - Il ministro degli Esteri Giulio Terzi di Sant'Agata rassegna le dimissioni dal governo, dichiarando di essere stato in disaccordo con le scelte dell'esecutivo nella gestione della crisi diplomatica con l'India.[72] La sua decisione è stata criticata da Mario Monti secondo cui l'obiettivo perseguito da Terzi sarebbe stato invece quello più esterno di conseguire altri risultati.[73] La guida del dicastero è stata assunta ad interim dallo stesso Monti.[74]

#### Aprile
- 28 aprile 2013 - Dopo la formazione, la presentazione e il giuramento nelle mani del Presidente della Repubblica del nuovo esecutivo guidato da Enrico Letta, termina ufficialmente il Governo Monti con la tradizionale cerimonia del passaggio di consegne a Palazzo Chigi.